# Desaparición de Asha Degree
Asha Jaquilla Degree (Shelby, Carolina del Norte; 5 de agosto de 1990) era una joven estadounidense que desapareció el 14 de febrero del año 2000, cuando tenía nueve años. En torno a las 4 de la madrugada de ese día se levantó de su cama mientras sus padres dormían, tomó su mochila y, dejando su hogar familiar al norte de la ciudad, comenzó a caminar por la cercana autopista 18 por causas desconocidas, a pesar de las fuertes lluvias y del viento que azotaban aquella jornada. Varios automovilistas que pasaban recordaron haberla visto. En un punto determinado de la carretera, abandonó el arcén y se adentró en una zona boscosa. Nunca más fue vista. Por la mañana, sus padres se dieron cuenta de su ausencia.
Su desaparición, que se mantiene en la actualidad, llevó a una intensiva búsqueda que condujo a encontrar algunos de sus objetos personales cerca de donde fue vista por última vez. Un año y medio después, su mochila, aún empacada, fue desenterrada de un sitio de construcción a lo largo de la autopista 18 al norte de Shelby, en Morganton. En el punto donde se adentró hacia el bosque, hay instalada una valla publicitaria pidiendo ayuda para encontrarla. Su familia organiza una caminata anual desde su casa hasta la cartelera en cuestión para llamar la atención sobre el caso.
Si bien las circunstancias de la desaparición de Degree al principio parecían sugerir que estaba huyendo de su casa, los investigadores no pudieron encontrar una razón clara por la que ella podría haberlo hecho, pues tenía una edad bastante inferior a la media de los niños que lo hacen. Las autoridades especularon entonces que pudo ser secuestrada. El caso llamó la atención de los medios nacionales. En 2015, el FBI se unió a las autoridades del estado y del condado en una investigación reabierta, ofreciendo una recompensa por información que ayude a resolver el caso.

## Trasfondo del caso
Los padres de Asha, Harold y Iquilla Degree, se habían casado el día de San Valentín en 1988, naciendo Asha dos años después. También tienen un hijo, O'Bryant. Ambos niños se criaron en su casa en Oakcrest Drive, una subdivisión residencial en medio de una zona rural al norte de Shelby (Carolina del Norte), en el extremo occidental del área metropolitana de Charlotte. Ambos progenitores trabajaban cerca de casa. Los niños iban solos a la escuela, y regresaban cuando esta finalizaba para hacer las tareas en casa, donde sus padres les esperaban.
El matrimonio se aseguró de que sus hijos estuvieran aislados de las influencias externas y tuvieran una vida centrada en su familia, la iglesia y la escuela. No contaban con ordenador en casa. "En el momento en que encendías la televisión había un pedófilo que había atraído al niño de alguien a través de Internet", recordó Iquilla en una entrevista para la revista Jet en 2013. También recordó que Asha era cautelosa, algo tímida, y no estaba molesta por los límites que sus progenitores habían puesto a su alrededor. "Estaba muerta de miedo por los perros", recordó años después. "Nunca pensé que ella saldría de la casa".
Asha estudiaba cuarto grado en la Escuela Primaria Fallston y tenía un fin de semana de tres días en la segunda semana de febrero de 2000. Las escuelas del condado de Cleveland cerraron el viernes 11 de febrero. Los niños pasaron el día en la casa de su tía en el mismo vecindario, desde donde asistieron a sus prácticas de baloncesto juvenil en su escuela. Al día siguiente, el equipo de baloncesto de Asha, en el que ella jugaba, perdió su primer juego de la temporada. Sus padres recordaron que ella estaba algo molesta por esto, llorando junto con sus compañeros de equipo después, pero parecía haberlo superado y haber visto el juego de su hermano después.

## Desaparición
El domingo 13 de febrero, los niños fueron a la iglesia desde la casa de un familiar y luego regresaron a su domicilio. Harold Degree salió a trabajar su segundo turno en la planta cercana de PPG Industries por la tarde. Alrededor de las ocho de la tarde, ambos niños se acostaron en la habitación que compartían. Aproximadamente una hora después hubo un corte luz en el vecindario a causa de un accidente automovilístico ocurrido en las inmediaciones. El contratiempo fue restaurado poco después de que Harold regresara del trabajo, alrededor de las 0:30 de la noche. En ese momento cotejó a sus hijos y los vio a ambos dormidos en sus camas. Los revisó nuevamente poco antes de acostarse a las 2:30 de la madrugada, ya en 14 de febrero, y de nuevo vio que todo estaba bien.
Poco después, O'Bryant recuerda haber escuchado el chirrido de la cama de su hermana. No le dio más importancia y supuso que ella simplemente estaba cambiando de posición mientras dormía. Es en ese intervalo de tiempo cuando se especula que Asha se levantó de la cama, cogió su mochila (que previamente había empaquetado con algunos juegos de ropa y artículos personales) y salió de la casa. Un camionero y también un automovilista confirmaron haberla visto caminando entre las 3:45 y las 4:15 de la madrugada hacia el sur por la autopista 18, justo en el cruce norte con la autopista 180, vistiendo una camiseta blanca de manga larga y pantalones blancos. El automovilista dio la vuelta con su vehículo pensando que era "extraño que un niño tan pequeño saliera solo a esa hora". Dio tres vueltas en total, hasta que vio a Degree correr hacia el bosque adyacente a la carretera y desaparecer. Era una noche lluviosa, y el testigo dijo que había una "tormenta furiosa" en el momento en que vio a la pequeña. Los conductores informaron del avistamiento más tarde a la policía, después de ver un informe sobre su desaparición en televisión. El sheriff del condado Dan Crawford dijo: "Estamos bastante seguros de que era ella porque las descripciones que dieron son consistentes con la ropa que sabemos que llevaba puesta". Agregó que también ambos conductores la vieron en el mismo punto y yendo hacia la misma dirección.
La madre de Asha, Iquilla, se despertó a las 5:45 de la mañana ese lunes para preparar a los niños para la escuela. Era 14 de febrero, un día importante ya que no era solo San Valentín, sino el aniversario de bodas de los Degree. Cuando abrió la puerta de la habitación para despertar a los niños y llamarlos al baño antes de que sonara la alarma de las 6:30, vio que O'Bryant estaba en su cama, pero Asha no, e Iquilla no pudo encontrarla en la casa ni en la de sus familiares cercanos ni en el coche. Despertó a su marido y dijo que no encontraba a la pequeña Asha. Harold sugirió que Asha podría haber ido a la casa de su madre al otro lado de la calle, pero cuando Iquilla llamó, su cuñada dijo que Asha no estaba allí. "Fue entonces cuando entré en pánico. Escuché un auto al lado... Me puse los zapatos y salí corriendo". Iquilla llamó a su madre y esta le dijo que llamara a la policía.

## Búsqueda
A las 6:40 de la mañana, los primeros policías habían llegado a la casa. Los perros del departamento policial no pudieron captar el aroma de Asha debido a la dispersión por la lluvia y el terreno mojado. Iquilla recorrió el vecindario llamando el nombre de Asha, despertando consigo a varios vecinos. Amigos, familiares y algunos vecinos cancelaron sus planes del día para ayudar a la policía a buscar por todo el vecindario, mientras el pastor de su iglesia visitaba y consolaba a los Degree en su casa. Al final del día, todo lo que se había encontrado era una manopla, que Iquilla Degree dijo que no pertenecía a su hija, ya que descubrió que no le habían quitado la ropa de invierno de la casa. La cobertura de las noticias locales originó que los dos conductores que habían visto a Asha caminar por la carretera temprano esa mañana, incluido uno cuyo intento de acercarse a ella aparentemente llevó a Asha a huir al bosque, informaran de los avistamientos a la policía.
Al día siguiente, el 15 de febrero, se encontraron envoltorios de dulces en el cobertizo de un negocio cercano a lo largo de la carretera, cerca de donde Asha fue vista corriendo hacia el bosque. Junto con ellos había un lápiz, un marcador y un lazo para el cabello con forma de Mickey Mouse que se identificaron como pertenecientes a ella. Este fue el único rastro de Asha encontrado durante la búsqueda inicial. El 16 de febrero Iquilla se dio cuenta de que en la habitación de Asha faltaba su ropa favorita, incluidos un par de jeans azules con una franja roja. Una semana más tarde y después de una búsqueda exhaustiva con centenares de voluntarios peinando la zona donde fue vista por última vez, a la vez que se colocaban anuncios y vallas por toda el área y se seguían 300 pistas que citaban desde posibles avistamientos hasta consejos sobre casas abandonadas y pozos donde Asha podría haber terminado, la búsqueda fue cancelada. "Nunca hemos tenido esa primera ventaja importante y sustancial", dijo el sheriff del condado, Dan Crawford, en una conferencia de prensa. Instó a los medios a mantener viva la historia.

## Desarrollo posterior de la investigación
En una conferencia de prensa ofrecida por la policía el 22 de febrero, el sheriff del condado Crawford dijo que iba a "largo alcance" en la búsqueda de Asha. Tanto el FBI como la Oficina de Investigación del Estado de Carolina del Norte (SBI) se involucraron y la pusieron en sus respectivas bases de datos de niños desaparecidos. Mientras las agencias terminaban de buscar en el área de su hogar y ruta, "estamos siguiendo todo", insistió.
Según el relato de Iquilla de lo que Asha se había llevado con ella, los investigadores creyeron que ella había planeado y preparado esta partida durante los días previos a su desaparición. "Ella no es el típico fugitivo", observó el agente del OSE Bart Burpeau. Otro experto, Ben Ermini, del Centro Nacional para Niños Desaparecidos y Explotados, señaló que la mayoría de los niños que huyen tienen al menos 12 años. Un agente del FBI también señaló la falta de un problema del que ella podría haber huido, como una familia disfuncional o un bajo rendimiento académico. Aun así, los investigadores creían que esa era la explicación más probable para su partida, pero que por alguna razón ella se desvió o fue secuestrada.
La atención de los medios se volvió nacional. Un mes después de la desaparición de Asha, la familia apareció en The Montel Williams Show para llamar la atención sobre el caso, que se incrementó con sus comentarios en America's Most Wanted y The Oprah Winfrey Show.
El 3 de agosto de 2001, la mochila de Asha y otros artículos fueron desenterrados durante un proyecto de construcción en la autopista 18 cerca de Morganton, en el condado de Burke, a unos 42 kilómetros al norte de Shelby. La mochila se encontraba envuelta en una bolsa de plástico. El trabajador que lo encontró dijo que la mochila contenía el nombre y el número de teléfono de Asha. El FBI lo llevó a su cuartel general para un análisis forense adicional. Los resultados de esas pruebas no se hicieron públicas, siendo, hasta la fecha, la última evidencia encontrada del caso.
Las investigaciones posteriores llevaron a callejones sin salida. En 2004, según una denuncia recibida de un preso en la cárcel del condado, la oficina del sheriff comenzó a cavar en una intersección en Lawndale. Los huesos que se encontraron resultaron ser de un animal.
Los Degree tomaron medidas para mantener viva la memoria de Asha, y el caso, en la mente del público. En 2008, establecieron una beca en su nombre para una estudiante local merecedora. Organizan una caminata anual para crear conciencia y dinero para financiar su búsqueda. La caminata comienza en su casa y termina en la cartelera de una persona desaparecida para Asha a lo largo de la autopista 18, cerca de donde fue vista por última vez. Originalmente se llevó a cabo el 14 de febrero, pero se cambió al 7 de febrero de 2015 y al 6 de febrero de 2016, ya que Harold e Iquilla sintieron que no era justo para los participantes hacer del Día de San Valentín una ocasión sombría. Imágenes de Asha, tanto reales como aquellas que le muestran cómo podría aparecer en años posteriores, creada por investigadores para ayudar en la búsqueda, todavía decoran la casa familiar. "Espero que ella cruce la puerta", dice Iquilla.
Iquilla Degree se quejó en una entrevista de 2013 con la revista Jet de que la desaparición de su hija no había recibido tanta atención de los medios a lo largo de los años como algunos casos posteriores de niños desaparecidos, por el hecho de que Asha fuera afroamericana. "Los niños blancos desaparecidos reciben más atención. No entiendo por qué", dijo. "Sé que si les preguntas, dirán que no es racial. ¿En serio? No voy a discutir porque tengo sentido común".
En febrero de 2015, el FBI anunció que sus agentes, los investigadores de la Oficina del Sheriff del condado de Cleveland y los agentes de la Oficina Estatal de Investigación estaban reexaminando el caso y volviendo a entrevistar a los testigos. También anunciaron una recompensa de hasta 25.000 dólares por "información que conduzca al arresto y condena de la persona o personas responsables de su desaparición". Un grupo comunitario llegó a ofrecer una recompensa adicional de otros 20.000 dólares.
15 meses después de dicho anuncio, en mayo de 2016, el FBI anunció nuevas pruebas, revelando que Asha pudo haber sido vista entrando en un Lincoln Continental Mark IV de principios de la década de 1970, o posiblemente un Ford Thunderbird de la misma era a lo largo de la Ruta 18 cerca de donde fue vista por última vez esa noche.
En septiembre de 2017, el FBI anunció que su equipo de Despliegue Rápido de Secuestro de Niños (CARD) estaba en el condado de Cleveland para ayudar en la investigación y "proporcionar investigación sobre el terreno, análisis técnico, conductual y apoyo analítico para averiguar más sobre qué le pasó a Asha". El equipo trabajó junto a los empleados del FBI de Charlotte, los investigadores de la Oficina del Sheriff del condado de Cleveland y los agentes de la Oficina de Investigación del Estado de Carolina del Norte durante diez días. Las agencias llegaron a reunirse "varias veces al mes para repasar lo último sobre la investigación". Desde septiembre de 2017, los agentes e investigadores locales han realizado aproximadamente 300 entrevistas.
En octubre de 2018, los detectives de la Oficina del Sheriff del condado de Cleveland solicitaron información del público sobre dos elementos de interés en el caso: McElligot's Pool, un libro para niños del Dr. Seuss, que fue prestado de la biblioteca de Fallston Middle School a principios de 2000, y una camiseta del concierto New Kids on the Block. Un investigador dijo que los elementos son "críticos para resolver [el caso]".